# Bleiken bei Oberdiessbach
Bleiken bei Oberdiessbach är en ort och tidigare kommun i kantonen Bern, Schweiz.
1 januari 2014 inkorporerades Bleiken bei Oberdiessbach i kommunen Oberdiessbach.